# Краљевина Бугарска
Краљевина Бугарска, позната и под именом Бугарско царство (буг. Царство България), је некадашња држава у оквиру историје Бугарске, настала 1908. године, када је бугарска држава објавила своју независност. Настала је од Кнежевине Бугарске. Први владар краљевине је био Фердинанд I. Након референдума из 1946. године, краљевина је проглашена „народном републиком“.

## Увод
Бугарска је стекла независност на Берлинском конгресу 1878. године. Новоформирана Кнежевина Бугарска обухватала је територије северно од планине Балкан, док је остатак тзв. "санстефанске" Бугарске, Источна Румелија, остала аутономна покрајина Османског царства. Пловдивским превратом септембра 1885. године уједињене су ове две државе под влашћу Александра Батенберга. Исте године Бугарска односи победу над Србијом у рату, али из тога није извукла никакву корист. Бугарска пропаганда у Македонији доживљава неуспех избијањем Илинданског устанка који је знатно умањио углед краља Фердинанда.
Почетком 1908. године за председника владе је именован вођа Демократске странке Александар Малинов који је јуна исте године спровео изборе. Његова странка је повећала број својих посланика у парламенту са 3 на 168. Ниједан стамболиста није изабран, али су аграрци добили 23 места. Стамболијски је у невеликој приватној својини видео основу друштва утемељеног на сељаштву. Био је наклоњен републици, мада је није отворено заступао, желећи да постигне промену у држави мирним путем, а тежио је и балканској федерацији сељачких држава. Малинов је обећао реформе и 1910. године је заменио порез везан за занимање прогресивних порезом на приход. Ово је изазвало толико протеста да ни до пада његове владе 1911. године није довршено. Започето је и постепено увођење пропорционалног изборног система, либерализован је закон о штампи и суспендовани професори су враћени на Универзитет у Софији.

## Бугарска између 1908. и 1912. године
Користећи се неприликама у Турској, услед активирања младотурског покрета, Бугарска је 4. октобар 1908. године прогласила независност и уздигнута је у ранг краљевине, али тај чин није наишао на одушевљење јавности која га је сматрала издајом словенске идеје. Све је било веће незадовољство краљем Фердинандом, а оптужбе су посебно стизале од народњака које је преузео Иван Гешов. Он је на чело коалиционе владе састављене од народњака и напредњака дошао марта 1911. године и први циљ му је био да уставотворна скупштина усвоји бројне измене устава. Монархова титула је озваничена као краљ Бугара, његова овлашћења за укидање грађанских права у ванредним ситуацијама су ограничена, мандат парламента је смањен са 5 на 4 године, а његова годишња заседања продужена са 2 на 4 месеца. Гешовљева влада је септембра организовала скупштинске изборе са слабом излазношћу бирача, те је коалиција лако однела победу. Порта није пристајала да егзарх прима упутства од Синода у Софији, те је у Цариграду успоставила одвојен Синод за османске земље. Између два Синода дошло је до спора. Гешов је био спреман за сарадњу. Прво је покушао да се нагоди са Портом, а када то није успело, усмерио се ка Србији. Балкански ратови су донели Бугарима много немира и тек мањи део Македоније. Влада либерала Васила Радославова је у новембру расписала изборе, али је обезбедила 97 наспрам опозиционих 109 места, те су априла 1914. године одржани нови избори. Уз притиске и гласаче из нових области влада је успела да обезбеди већину. За вођење Првог светског рата земљи су били потребни зајмови које је остварила у Немачкој. Сељаци су дотле узимали хипотекарне кредите од Бугарске аграрне банке, основане 1903. године, а 1910. године су задруге из БЗНС-а уз њену помоћ основале Задружну банку. Многим законима од 1894. године додељен је статус подстицане индустрије рударству, металургији, текстилству и грађевинарству, који се проширио до 1912. године на готово читаву фабричку производњу. Бугарска је до 1907. године остваривала повољан трговински биланс, али га је касније пореметио увоз оружја, највише из Аустроугарске. Ширење железничке мреже је било значајно достигнуће, али је такав напредак постигнут штедњом, што значи да је било доста пропуста у раду. У страним улагањима капитала предњачила је Белгија са 69%, а на другом месту се налазила Британија са 21%.

## Балкански ратови

### Ступање Бугарске у Балкански савез
Преговори о стварању Балканског савеза отпочели су на иницијативу Србије. Разговори између представника Србије и Бугарске вођени у Београду током посете краља Фердинанда у јесен 1909. године, и они које је Миловановић водио у Софији у пролеће 1910. нису дали резултате. Априла 1911. године Миловановић је предложио бугарском посланику Тошеву закључење споразума о подели сфера утицаја у Македонији, што је бугарска влада најпре одбила, али се поводом избијања италијанско-турског рата предомислила, те је почетком октобра бугарски изасланик Ризов донео у Београд предлоге о споразуму који су садржавали и начелан пристанак за деобу Македоније. Бугарски краљ Фердинанд се тада налазио на свом имању у Мађарској, а дошао му је ради финалних договора председник владе Гешов који се потом вратио преко Београда. Гешов је најпре послао у Софију једног Бугарина под својим именом, а сам се инкогнито састао са Миловановићем 11. октобра 1911. године у вагону воза на релацији Београд-Лапово. Бугарска је захтевала целу Македонију, док је Миловановић био за њену поделу, те се дошло до прелиминарног компромиса о неспорним и спорној зони која би се препустила одлуци Русије. Краљ Петар и Миловановић су новембра 1911. године боравили у Паризу истовремено са Ризовим где су се уверили да ни Француска неће правити сметње српско-бугарском савезу. Зима 1911/1912. године прошла је у српско-бугарском цењкању, главне тешкоће биле су око Кратова, Криве Паланке и Овчег поља, а касније око Скопља, Велеса и Струге. Миловановић је био спреман на уступке, сматрајући споразум неопходним по сваку цену, док се Пашић противио давању леве обале Вардара Бугарима и предлагао да се у крајњој линији покуша споразумевање са албанским покретом. Ту се радило о два различита програма: Миловановић је македонске добитке видео само као обезбеђење залеђине излазу Србије на Јадран, док је Пашић означио моравско-вардарску долину као главни правац продора. Миловановићев предлог је подржао Апис, вођа Уједињења или смрти. Српском посланику у Софији Мирославу Спалајковићу наређено је да се одрекне Кратова и Криве Паланке, а да задржи део Овчег поља, те да Бугарској остави и Стругу. Коначно је 13. марта 1912. године потписан српско-бугарски уговор о савезу који је у јавном делу гарантовао узајамну помоћ у случају напада једне или више држава на Србију или Бугарску, те помоћ у случају узурпирања неког дела балканске територије под османском влашћу уколико тамо има српских или бугарских интереса. Тајни додатак предвиђао је да се у случају унутрашњих нереда у Османском царству или његовог распада може покренути питање заједничке војне интервенције, али само уз претходне међусобне консултације и одобрење Русије. У супротном, једна држава може у току самосталне интервенције да очекује само неутралност друге. Такође, подељен је будући плен. Заузета територија би током рата била под заједничком управом, а подела би се извршила најкасније три месеца по закључењу мира тако да Србији припадне све северно и западно од Шар планине, а Бугарској источно од Родопа и Струме. Територија између би у случају немогућности другачијег договора била подељена по линији Крива Паланка (Големи Врх)-Охрид (манастир Губавац). Овај уговор је допуњен војном конвенцијом 12. маја 1912. године којом је предвиђено да Бугарска да 200 000, а Србија 150 000 војника против Османског царства. Бугарско-грчки уговор о међусобној војној помоћи у случају напада Османлија или повреде међународног права са њихове стране потписан је 29. маја, а њихов војни споразум 5. октобра. Црна Гора се укључила у савез усменим споразумом са Софијом након сусрета са бугарским владаром у Бечу августа и потписивањем политичког и војног савеза са Србијом у Луцерну 27. септембра након дужих преговора на Цетињу.

### Први балкански рат
Црна Гора је објавила рат 9. октобра 1912. године, 17. октобра Србија и Бугарска, а дан касније и Грчка. Укупна снага савезника износила је 578 000 људи. Бугари су кренули према Тракији и Цариграду. Они су потукли Османлије код Кирк Килисе и опсели Једрене. Грци их разбили код Сарантапороса и Селфиџе, опсели Јањину и ушли у Солун 8. новембра Српска војска је водила борбу код Битоља од 13. до 18. новембра и спојила се са Грцима код Флорине. Након брзог пораза на свим ратиштима, Османско царство је 4. новембра затражило посредовање великих сила. Бугари су уз помоћ Срба 24. марта заузели Једрене и кренули на Чаталџи. Примирје између Бугарске и Османског царства закључено је 15. априла, а пет дана касније придружиле су се Србија и Грчка.

### Други балкански рат
Балкански савез је био лабава творевина. Исход Првог балканског рата није био онакав какав је Србија очекивала, те се она обратила Бугарској још у фебруару 1913. године са предлогом за ревизију услова српско-бугарског уговора. Такође, ни Грчка није била задовољна добитком у северном Епиру, те је тражила надокнаду у јужној Македонији и Тракији, а борба се водила посебно око Солуна. Румунија је за своју неутралност у рату тражила јужну Добруџу тражећи да граница иде линијом Туртукај-Балчик, а затим умереније Силистрија-Балчик. Интервенцијом Русије Румунији је предата само Силистрија. Док је Русија тражила од Србије и Грчке да буду умерене у захтевима, Аустроугарска је гурала Бугарску у рат. Између Бугара и Грка дошло је до оружаних сукоба код Нигрите 9-10. маја 1913. године, а затим и код Кавале. Заједничким протоколом 5. маја Србија и Грчка су се обавезале да закључе уговор о пријатељству и савезу у коме ће обострано јемчити територијалне добитке из претходног рата и заједничку границу. Војна конвенција је закључена 14. маја, а уговор о савезу 1. јуна 1913. године. Грчка се обавезала и да ће Србији учинити транзитне олакшице у извозу преко солунске луке. Руси су покушавали да придобију сукобљене стране за преговоре, али је у Бугарској умерени Гешов изгубио подршку и дао оставку владе 6. јуна. Нову владу образовао је Стојан Данев 15. јуна. Бугари су у ноћи 29/30. јун 1913. године извршили препад на српске положаје на Брегалници, али су поражени. Румунија је објавила мобилизацију војске 3. јула, а рат почела 10. јула, истог дана када и Црна Гора која је послала Србији у помоћ Дечански одред од 13 000 војника под командом генерала Јанка Вукотића. Османско царство се такође укључило у борбе од 16. јула, и заузело Једрене већ након четири дана. Влада Стојана Данева поднела је оставку већ 15. јул, а 20. јула је затражено примирје, те је у Букурешту 30. јула отворена мировна конференција. Жустра расправа поведена је између Бугарске и Грчке око Кавале, у којој су и Русија и Аустроугарска подржавале Бугарску, док је Француска била на грчкој страни. Ствар се завршила у корист Грчке, јер је Британија претегла на њену страну. Још један спор изродио се око леве обале Вардара, што је на руско инсистирање решено тако што је Струмица остављена Бугарској. Мировни уговор је потписан у Букурешту 10.8.1913. године. Србија је добила скоро целу Македонију, Грчка њен јужни део са Солуном и део западне Тракије до ушћа Месте, део источне Тракије са Једреном враћен је Османском царству, а Румунији је дата јужна Добруџа са Силистријом.

## Први светски рат
Бугарска влада је јасно ставила до знања да ће прићи оној групи која јој гарантује повратак територија које је изгубила Букурешким миром, односно део Македоније који је припао Србији, подручја Сереза и Кавале у грчким рукама и Добруџу која је припала Румунији. Под условом да објави рат, Антанта је нудила 29. маја 1915. године турску Тракију до линије Енос-Мидија ако Бугарска објави рат Османском царству, те српску Македонију и грчку Кавалу, ако Србија добије праведну накнаду у Босни и Херцеговини и ка Јадрану и Грчка у Малој Азији. У исто време аустроугарска влада је обећала српску Македонију у замену само за бугарску неутралност. Антанта је такође организовала откуп бугарске жетве, али узалуд. Већ 3. септембра 1915. године потписан је уговор којим се Бугарска прикључила аустро-немачко-турском блоку. Бугарској је по њему припадала сем територија изгубљених у Букурешту 1913. године Македонија, источна и југоисточна Србија (долина Јужне Мораве са Топлицом и цела источна Србија до Велике Мораве), а за случај румунског приклањања Антанти и јужна Добруџа. Три дана касније у Немачкој је потписана војна конвенција против Србије, а 21. септембра Бугарска је објавила мобилизацију. Децембра 1915. године сазвана је Народна скупштина која је јануара 1916. године као ратни циљ дефинисала уједињење бугарске нације унутар историјских и етничких граница симболично исказан одлуком краља Фердинанда о усвајању нове тробојке, црно-бело-плаве, чије су боје представљале три обале велике Бугарске: црноморску, егејску и јадранску.
Савезничка офанзива на Солунском фронту почела је 15. септембра 1918. године под командом генерала Франша д`Епереа. Већ првог дана трупе су продрле 30 km у дубину бугарских положаја, а бугарске трупе су се дале у бекство. Због брзог слома 25. септембра, Бугарска се обратила с молбом за примирје. Делегати Бугарске примљени су 29. септембра у Солун где су им издиктирани услови и остављено два сата за размишљање. Бугарска војска је морала одмах да се повуче са заузетих територија и демобилише изузев јединица неопходних за одржавање унутрашњег поретка. Антанта је имала право да окупира било коју тачку у земљи и користи све саобраћајне везе. У земљи је избио устанак који су угушиле немачке трупе, али је краљ Фердинанд 3. октобра морао да абдицира у корист сина Бориса III. Састављена је влада коју су чинили представници свих странака, укључујући Стамболијског.

## Међуратно раздобље

### Бугарска 1920-тих година
На изборима у августу 1919. године победила је коалиција коју је предводио Земљораднички савез на челу са Стамболијским. Бивши министри су ухапшени, а на место министра војног именован је цивил. Нова влада је у јесен потписала мировни уговор који је лишио свих добитака из 1912-1913. године и наметнуо јој разне обавезе, што је у бугарском народу и државном врху произвело горчину. Нова Комунистичка партија је користила ситуацију и за децембар је сазван генерални штрајк са демонстрацијама. Стамболијски је прогласио ванредно стање и супротставио се штрајку свим средствима. Војсци је поверио вођење железнице, од чланова своје странке је организовао Наранџасту стражу ради сламања демонстрација. Штрајк је тако пропао, а Стамболијски је распустио скупштину и заказао нове изборе за март 1920. године. Његов Савез је повећао удео у парламенту, као и комунисти, док су социјалдемократе спале на 7 посланика. Поништивши наводно због техничке неисправности 13 мандата, Стамболијски је стекао потребну већину за аграристичку владу. Створен је фонд земље претходно одузете од оних који су држали више него што је било друштвено прихватљиво. Дозвољено је поседовање највише 30 ha, са додатним правом за породице са преко 4 члана. Ипак је само 6% пољопривредног земљишта прерасподељено, и то углавном државних, општинских и манастирских имања. Друштвено прихватљиве норме су примењене и у случају градске имовине-две собе и кухиња по породици са додатним собама за више чланова. За младиће и неудате жене уведен је принудни рад уређен на војној основи којим је замењена војна служба, а у циљу упошљавања вишка радне снаге и додељивања друштвених обавеза младима. Предузети су кораци како би била умањена јавна улога непопуларних категорија становништва попут адвоката и трговаца. Аграрци су ставили нагласак на сеоско, основно и радно образовање, изградили су школе, обогатили наставне програме стручним садржајима, прочишћавали их од шовинизма и оснивали нове техничке више школе и факултете. Њихова власт је имала опозицију у мањинама, посебно Врангеловим Русима, монархији, парламентарним странкама и њиховој штампи. Током 1922. године укинуто је ванредно стање, похапшени су, протерани и распуштени Врангелови следбеници, а приближавање Краљевини СХС довело је до насиља због македонског питања.
Наранџаста стража је ухапсила најратоборније побуњенике и затворила их у логоре, али није могла да спречи њихове даље терористичке активности. Чиновници, адвокати, новинари, лекари и научници су се окренули против режима, као и свештенство које је од 1915. године остало без егзарха. Незадовољни су били и официри и тако је 1922. године настала Војна лига. Априла 1923. године одржани су нови избори по већинском систему, на којима је опозиција изашла удружена као Уставни блок и добила 18%. Комунисти су стекли 19, а аграрци 54%. Традиционалне партије, Војна лига, ВМРО, чак и социјалдемократе, организовале су заверу 8. јуна 1923. године и обориле аграристичку власт. Краљ Борис је прихватио пуч, а нову владу је формирао професор економије Александар Цанков ослоњен на новонастали Демократски савез састављен од старих политичких опција. Та влада је наставила да врши прерасподелу земље, помаже задруге и подиже животни стандард народа. Цензура је укинута и чак су из затвора ослобођени комунисти. Коминтерна је наредила организовање побуне за септембар 1923. године, али је она била закаснела и лако је угушена. Цанков је добио повод за усвајање Закона о одбрани Краљевства који је омогућио влади да утиче на изборе у новембру. Демократски савез је са социјалдемократама освојио 59%. Комунистичка партија је добила 8 мандата, али је априла 1924. године забрањена, а њени посланици су истерани. Приликом једне погребне церемоније 16. априла 1925. године на краља Бориса је покушано убиство, а у експлозији је погинуло 128 људи. Атентат је изазвао изузетно оштру одмазду која је за неко време уништила левицу, али је остала македонска десница која је деловала попут мафије, мада је и у њој самој било расцепа на федералисте и централисте. Њихове неконтролисане активности угрожавале су бугарске односе са суседима. Краљ је септембра 1925. године почео да изјављује да је дошло време за блажу политику.
Влада је покушала да добије зајам ради издржавања избеглица, али јој је стављено до знања да ништа неће добити док јој на челу буде стајао Цанков. Зато је јануара 1926. године место председника владе преузео Андреј Љапчев. Зајам за јавне радове и остале мере допринели су олакшавању проблема избеглица, синдикатима је поново дозвољен рад, одобрена је и амнестија, али су се странке које су подржавале владу поделиле. До 1926. године у парламенту је настало 19 група. Новим изборним законом покушало се са додељивањем аутоматске већине странци са највећим бројем гласова. Удео Демократског савеза је на мајским изборима 1927. године смањен на 39%. Љапчев је до 1930. године изгубио власт над парламентом, Демократским савезом и чак над сопственим кабинетом.

### Бугарска 1930-тих година
На последњим слободним изборима јуна 1931. године, Народни блок је избио на прво место са 47%, док је Демократски савез спао на 31%. Влада левог центра Народног блока одржала се наредне 3 године у покушају да ублажи последице економске депресије. Комунисти, којима је дозвољено да поново ступе на политичку сцену као Радничка партија, освојили су 31 место, а 1932. године су обезбедили већину у градском већу Софије. Цанков је по узору на фашисте покренуо Националсоцијалистички покрет, а ВМРО је обновио рад. Исцепкана на 29 група, Скупштина је постала безначајна. Део интелигенције окренуо се Звену, групи за притисак, коју је 1927. године основао резервни пуковник Кимон Георгијев око истоимених новина. Чланство те групе позивало је на стављање отаџбине изнад странке, успостављање успешног вођства одозго и залагало се за боље односе са Југославијом. Усвојило је фашистичке идеје о преустројавању политичког живота у корпоративистичком смеру и било је повезано са официрима из Војне лиге.
На прелазу из 1933. у 1934. године покренута је завера официра привржених Звену. Цанков је истовремено спремао велики марш као паралелну активност са приватном Геринговом посетом Софији, а било је и гласина да ће краљ можда очистити војску од звеноваца. Пажљиво припреманим и изведеним пучем под вођством пуковника Дамјана Велчева 19. маја 1934. године преузета је власт над Бугарском. Краљ Борис је прихватио владу Звена ослоњену на Војну лигу. Нови режим са Георгијевим као председником владе наставио је да спроводи идеологију и програм Звена. Устав није укинут, али је стављен ван снаге. Скупштина је распуштена и влада је владала указима. Странке су укинуте и њихове новине затворене, а чиновништво је прочишћено. Синдикате је заменио један званичан, Бугарски раднички савез. Државна територија је реорганизована у 7 покрајина, именовани су градоначелници и најављено је да ће нови градски савети и парламент бити засновани на сталежима радника, сељака, занатлија, трговаца, интелигенције, чиновника и слободних занимања. Ради пропагирања режимских идеја путем образовања, штампе и културе настала је Управа за друштвену обнову. Режим се брзо окренуо против Македонаца, а ВМРО је престао да буде претња по спољне односе. Земља је настојала да успостави боље односе са Француском и Британијом, а 1934. године је остварила дипломатске односе са Совјетским Савезом. Иако су укидање скупштине и акција против ВМРО-а биле популарне мере, програм Звена није уживао народну подршку. Велчев је желео нови устав, али је краљ јануара 1935. године почео да ради против режима. Најпре је именовао једног монархистичког генерала за премијера уместо Георгијева, затим је у априлу именовао цивилну владу и у новембру на њено чело поставио дипломату Георгија Кјосеиванова. Управа за друштвену обнову је распуштена, обећан је нови устав који ће очувати националне и демократске традиције Бугарске. Велчеву који се вратио из емиграције суђено је због завере против владара и владе и осуђен је на смрт, али му је краљ одложио извршење казне. Војна лига је распуштена, а бројни звеновски официри пензионисани или премештени.
Краљ је испробао нова изборна правила на локалним изборима јануара 1937. године. На њима није било страначког организовања и кандидати су морали да поседују потврде да нису комунисти. Касније је уведена образовна квалификованост, гласање је постало обавезно за мушкарце, а неудате жене и удовице су такође добиле право гласа. Ти прописи су примењени на парламентарним изборима марта 1938. на којима је изабран по један посланик из сваке изборне јединице, укупно 160. Од тог је 95 било прорежимски опредељено, Уставни блок је добио око 60 места, БРП 5, али су они избачени из скупштине. У спољној политици краљ је избегавао било какво обавезивање ка силама, мада се још 1930. године оженио ћерком италијанског краља Виториа Емануела III, a јула 1938. године Балкански пакт и Бугарска су потписали Уговор о пријатељству и ненападању. У време почетка Другог светског рата Кјосеиванов је распустио скупштину, на новим изборима је режим осигурао сва сем 20 места, а на челу владе нашао се академик германофил Богдан Филов. Бугарска је била спремнија за ближе односе са Берлином са којим је већ и раније имала трговинске односе, јер је клириншки систем одговарао њеном извозу. Немачка је 30-их година била највећи бугарски трговински партнер и продавац оружја.

### Односи са Бугарском између два светска рата
Односи двеју суседних краљевина у међуратном периоду носили су знаке ранијих непријатељстава око Македоније и бугарског незадовољства Нејским миром које је изнедрило три питања: војно (разоружавање бугарске војске), питање ратне штете (репарације и југословенска потраживања) и питање ратне одговорности. Првих година учестали су сукоби на граници, упади комитских чета организованих са бугарске стране и четнички противудари, што је поново актуелизовало питање одговорности бугарске владе за акције македонских сепаратиста. Председник бугарске владе, Александар Стамболијски, нудио је преговоре још у време мировне конференције, те је са истим инструкцијама упутио октобра 1920. године Косту Тодорова у Београд као бугарског дипломатског представника, али није имао значајније резултате до новембра 1922. године, када се састао са југословенским краљем Александром и његовим министрима. Резултат овог састанка и даљих преговора био је Нишки споразум, односно неколико резолуција које је југословенско-бугарска комисија донела 1-17. марта 1923. године. Њима је регулисана заштита границе од прелазака македонских комита и друга погранична безбедносна питања, те борба против македонских банди. Овај споразум изазвао је државни удар 9. јуна 1923. године у изведби Војног савеза и опозиционих грађанских странака на челу са Народном слогом, и убиство Стамболијског 14. јуна у родној Славовици, када му је одсечена десна рука, ископане очи, а затим и одсечена глава. Влада Цанкова и остале биле су изричито против пројугословенске оријентације. Просветни рад обеју држава, а на штету оне друге, нарочито се огледао у Македонији. Југословенска влада је у пролеће 1926. године предложила склапање арбитражног пакта, али су Бугари одбили, те су Краљевина СХС, Румунија и Грчка плус Чехословачка 11. августа упутиле колективну ноту Софији позивајући је да онемогући субверзивну активност свих тајних организација. Бугарска влада се на све то правила немоћна, те су се поменуте државе својски заузеле да јој онемогуће зајам код Друштва народа. Нови југословенски покушаји да се односи стабилизују 1927. године пропали су због убиства генерала Ковачевића у Штипу октобра. Почетком марта 1929. године почели су тзв. пиротски преговори о регулисању чувања граница, граничног саобраћаја и промета и двовласничких имања. Активности ВМРО, посебно убиство краља Александра у Марсеју 1934. године, утицали су на затирање сваког покушаја сарадње. Оснивање Југословенско-бугарске лиге 24. септембра 1933. године значило је скроман почетак систематског рада на културном приближавању. У потоњем периоду организоване су заједничке изложбе, сусрети уметника, књижевника, лекара, агронома, ветеринара и других. На подстицај Британије склопљен је 24. јануара 1937. године уговор о ненарушивом миру и вечном пријатељству Југославије и Бугарске. Почетак Другог светског рата ослабио је културне везе, а македонско питање је поново добијало на значају.

## Други светски рат
Краљ Борис је потписао Тројни пакт марта 1941. године и немачке трупе су прошле кроз Бугарску на путу за Југославију и Грчку, за шта је она награђена дозволом да окупира скоро целу Македонију и западну Тракију. Бугарска није објавила рат СССР-у нити је слала трупе на Источни фронт. Њен покрет отпора је био слаб у односу на суседне, између осталог и зато што она није окупирана. Бугарска радничка партија се током рата у суштини држала политике атентизма. Тек од октобра 1941. године она је почела припреме за стварање масовног фронта за даљу борбу. Током 1942. године формирано је стотинак комитета Отаџбинског фронта који су чиниле четири политичке групације: БРП, радикални делови Бугарског земљорадничког народног савеза, социјалдемократи и Звено, а августа 1943. године основан је његов Национални комитет. У пролеће те године реорганизоване су партизанске снаге и створен је њихов Главни штаб. Бугарска влада је од почетка 1944. године почела да опипава терен за мировне преговоре са савезницима, али без помака, јер није била спремна да се одрекне свих територија. У августу су укинути сви антијеврејски закони и велики део апарата ауторитарне власти. Влада је 25. августа издала наредбу да се разоружају све немачке трупе у земљи. Након пуча у Букурешту Бугари су стрепели да ће Црвена армија прећи Дунав и окупирати их, те је 3. септембра образована нова влада која је позвала Отаџбински фронт да уђе у коалицију, али овај то није прихватио желећи власт само за себе. СССР је 5. септембра објавио рат Бугарској, те је бугарска влада 8. септембра објавила рат Немачкој како би поправила ствар. ОФ је мобилисао своје следбенике за организацију штрајкова и демонстрација, док су совјетске трупе прелазиле Дунав. У зору 9. септембра трупе блиске ОФ-у уз помоћ министра рата кога су плаћали Совјети заузеле су кључне тачке у Софији, смениле владу и установиле власт ОФ-а. Бугарске трупе су стављене под команду маршала Толбухина и 3. украјинског фронта.
Како је краљ Борис умро августа 1943. године, на бугарском престолу се налазио његов малолетни син Симеон II, а формирано је и трочлано намесништво. У унутрашњој политици 9. септембра 1944. године било је више чинилаца: бугарска армија састављена од људи из народа, слаба буржоазија наклоњена Звену или умереним социјалистима из Социјалдемократске партије, од радикалних буржоаских странака као најјачи Земљораднички савез подељен на фракције Пладне (подне) Димитрова-Гемета и Николе Петкова и Врабча (врабац) Димитра Гичева која је била спремнија на компромис са левичарима, затим комунисти. Комунистичка партија Бугарске је забрањена 1923. године, а обновљена већ 1927. године као Бугарска радничка партија. Партију је водио Трајчо Костов који је захваљујући краљу Борису избегао вешање 1942. године.

## Бугарска после рата
Права снага комуниста лежала је у ОФ-у; сређено је да се на најважнијим местима нађу заступници БРП. На место председника националног савета ОФ-а постављена је Цола Драгојчева. Одлучујући спољни фактор био је СССР који се ипак до 1947. године устезао од радикалнијих потеза како не би иритирао Британију и САД. Председник нове владе био је Кимон Георгијев из Звена, министар одбране Дамјан Велчев, комуниста Антон Југов министар унутрашњих послова и комуниста Минчо Нејчев министар правде. Најистакнутији представник Земљорадничког савеза био је Петков, Гемето није ушао у владу, јер је још увек био ван земље, а у њу су ушла тројица социјалдемократа. Старе полицијске снаге су распуштене 10. септембра и основана је нова народна милиција по совјетском узору. Новоосновану Народну гарду су чинили припадници партизанских милицијских јединица које регуларна војска није хтела да прими, јер су били превише распуштени. Оснивани су и комитети ОФ-а, не само на територијалној основи, већ и по стамбеним зградама, на радним местима, у војним јединицама и образовним установама. Они су постављали провинцијске гувернере, градоначелнике и друге високе чиновнике, бирали директоре школа и полицијске префекте и када нису преузимали надзор над привредним предузећима мешали су се у њихово руковођење. По владином декрету из октобра прерасли су у сталне одборе, а 22. јануара 1945. године издата је наредба да нико не може да буде на јавном положају без одобрења локалног одбора ОФ-а.
Током првих неколико недеља власти извршена је чистка у којој је страдало око 3000 људи, али такав терор у том тренутку није одговарао Совјетима, те је 6. октобра 1944. године издат указ којим су установљени нови народни судови ради процесуирања оптужених за фашизам и сарадњу са окупатором. Ови судови су били под контролом ОФ-а, истог дана је уведена цензура, а школски програми су измењени тако да су уведени „научни“ предмети уместо застарелих попут метафизике и логике и повећан је фонд часова руског језика. Бугарски раднички савез је распуштен, а основан Стручни савез свих радника. Примирје са Совјетима је потписано 28. октобра уз обавезу Бугара да повуку своје трупе на границе из марта 1941. године. Влада је 23. новембра одлучила да сви војници оптужени пред народним судовима могу по жељи да се врате на фронт. Велчев је 25. новембра наредио да сви војници морају да спавају у касарнама и бране се оружјем ако буду нападнути. Совјетски генерал Бирјузов га је натерао да повуче наредбу и прихвати за начелника Генералштаба Ивана Костова који је дуго био у Црвеној армији. Након тога су настављене чистке у војним редовима. Дана 12. октобра проглашено је да су једине законите партије у земљи оне четири које су чиниле ОФ. Уследио је талас хапшења, суђења и стрељања у којима су уништени стари центар и десница. Јануара 1945. године донет је Закон о заштити народне власти којим је забрањено свако деловање у прилог слабљењу морала војске или повреди угледа Бугарске у иностранству. БРП се окомила на БЗНС, те је Гемето поднео оставку на место вође партије, а заменио га је Никола Петков. Недуго потом издејствовали су да вођа леве фракције БЗНС, Александар Обов 12. јуна 1945. године преузме вођство од Петкова који је основао нову странку, БЗНС-Петков. Социјалдемократи су доживели сличну судбину и на њеном челу се нашао Димитар Нејков, док је ранији вођа, Григор Чесмеџијев, основао Радничку социјалдемократску партију. Проблем је настао око изласка на изборе који су предвиђени за лето. Само су четири партије биле законите, а изборна правила нису дозвољавала издвојене листе странака које су се прикључиле ОФ-у, што је елиминисало Петкова и Чесмеџијева. Петков је тражио стране посматраче на изборима које је тежио да одложи за октобар, те је 31. јула удаљен из владе, а нови кабинет је оформљен 17. августа. Под притиском западних сила избори су одложени. ОФ је амнестирао око хиљаду затвореника међу којима Гичева из БЗНС-а и Николу Мушанова коме је дозвољено да поново формира Демократску партију. У септембру је усвојен и закон о легализацији нефашистичких партија ван ОФ-а, тако су признате Радничка социјалдемократска партија, БЗНС-Петков, Демократска и Уједињена радикална партија.
Петков је одбио понуђено место министра спољних послова тражећи премијерско. Са осталим опозиционим вођама одлучио је да бојкотује изборе. ОФ се нашао у проблему, јер Запад не би признао изборе без опозиције, али је ипак радио на намештању резултата. Гласање је обављено 18. новембра 1945. године и од 86% изашлих бирача 88% је гласало за ОФ. Опозиција није веровала у то. Разрешење око међународног признања уследило је на московском састанку министара спољних послова где је договорено да у кабинет треба да уђу два министра ван ОФ-а зарад признања. На крају је 31. марта 1946. године кабинет реконструисан тако да у њега ушао Обов са још једним опозиционаром из Радничке социјалдемократске партије. Стаљин је ревидирао став према опозицији, те су током лета вођени бројни политички процеси против њених чланова. Дана 7. септембра 1946. године одржан је референдум о монархији на коме је већина изгласала републику, иако је он био незаконит, јер је по уставу само Велика народна скупштина могла да одобри уставне промене. Деветогодишњи Симеон II је побегао из земље. Велика народна скупштина је изабрана 27. октобра ради доношења новог устава. Изборна кампања за њу је била отворенија, те је само 18% припало некомунистичким партијама ОФ-а, док је опозиција узела 30%, а нешто више од половине комунисти. Нова влада је формирана 23. новембра на челу са Димитровим, чији је заменик био Обов. Министар спољних послова је био Георгијев, а унутрашњих Југов.

### Укидање краљевине
Мировним уговором у Паризу из фебруара 1947. године Бугарска је враћена на границе из 1941. године, што значи да је изгубила Тракију, егејску обалу и Македонију, али је задржала јужну Добруџу коју је 1940. године узела од Румуније. Имала је да плати репарације Југославији и Грчкој, а оружане снаге су јој сведене на 65 500 војника и 90 авиона, није смела да спроводи политику против неке од чланица УН, а Црвена армија је требало да напусти земљу 90 дана након ступања споразума на снагу. У домаћој јавности је избило незадовољство мерама ОФ-а попут „добровољних“ прилога за плаћање трошкова окупације 1944. и 1945. године, конфискације већих станова и кућа и друге имовине, лишења власника права надзора над својим предузећима и ограничења профита на проценат. Децембра 1944. године је донет закон по коме су раднички савети добили право да контролишу рачуноводство фирми. У марту 1947. године затворени су сви приватни рачуни на којима је било више од 20 000 лева и установљен је паушални порез на остале рачуне. На то је дошао пораст незапослености услед демобилизације војске и повратка радника из Немачке, те несташице због стравичне зиме 1946/1947. године. БРП је наставила са гушењем опозиције, а због превеликог истицања у Великој народној скупштини решила је да уништи Петкова. Он је оптужен за низ прекршаја, укључујући покушај тајног споразума са војском да се сруши влада и сарадњу са монархофашистима у Грчкој. Проглашен је кривим у намештеном судском процесу и погубљен 23. септембра 1947. године. Његова странка је распуштена, а Обовљеви земљорадници су гласали за заједнички програм са комунистима и јула 1948. године признали водећу улогу БРП. Уклоњена је и Радничка социјалдемократска партија, а у лето 1948. комунистима су пришли Социјалдемократска, Радикална партија и Звено. Бугарска је децембра 1947. године усвојила тзв. Димитровљев устав, модификовани совјетски устав, који је прогласио Бугарску за народну републику и гарантовао сва лична и грађанска права уз забрану организација које су желеле да лише народ права и слобода стечених 9. септембра 1944. године. Симеон се након 50 година вратио у Бугарску. Од 2001. до 2005. године био је премијер Бугарске.

## Краљеви Бугарске
| Слика                        | Титула   | Име                     | Владавина                              | Белешке/Смрт |
| ---------------------------- | -------- | ----------------------- | -------------------------------------- | --- |
|                              |          |                         |                                        | |
| Династија Сакс-Кобург и Гота |          |                         |                                        | |
|                              | кнез/цар | Фердинанд I од Бугарске | 7. јул 1887. – 3. октобар 1918.        | Проглашен "царем" након бугарске објаве независности 22. септембра 1908. године. Абдицирао 3. октобра 1918. године после пораза у Првом светском рату. Умро у Кобургу 10. септембра 1948. године. |
|                              | цар      | Борис III Бугарски      | 3. октобар 1918. – 28. август 1943.    | умро 28. августа 1943. |
|                              | цар      | Симеон II од Бугарске   | 28. август 1943. – 15. септембар 1946. | Постао цар са 6 година, након очеве смрти. Монархија је укинута од стране комуниста. Био је бугарски премијер почетком 20. века. Још увек је жив.                                                 |